# Autoroute 417 (Ontario)
L'autoroute 417 est une autoroute desservant l'est de l'Ontario, au Canada. Elle fait partie du lien routier entre Montréal et Ottawa. Elle est d'ailleurs l'épine dorsale du réseau routier de la ville d'Ottawa, la capitale du Canada. Elle débute à la frontière Ontario-Québec, dans les Comtés unis de Prescott et Russell, comme la continuité de l'autoroute québécoise A-40 et se termine à Arnprior où elle continue comme la Route 17.
À Ottawa, on lui a donné le surnom de « Queensway », la « voie de la Reine », car la reine Élisabeth II en a lancé les travaux le 15 octobre 1957.

## Historique
La première section de l'autoroute 417 fut construite à Ottawa à la fin des années 1950 et au début des années 1960 pour remplacer la Route 17 comme principal axe routier de la ville. La section de l'autoroute entre la frontière québécoise et Ottawa fut construite dans les années 1970, alors que la section à l'ouest d'Ottawa fut construite depuis le milieu des années 1990. Le dernier prolongement en 2016 amena l'extrémité ouest de l'autoroute tout juste à l'ouest d'Arnprior.
Pendant plusieurs années, l'autoroute 417 avait la particularité d'être la seule autoroute majeure de l'Ontario à ne pas avoir de connexion autoroutière directe avec les autres autoroutes de la province (elle l'avait via les autoroutes 40, 540 (devenue l'A-30 en 2012) et 20 du Québec). Cette situation changea en 1999 lorsque l'autoroute 416 fut complétée.
Bien qu'elle comporte à certains endroits six ou même huit voies, la 417 est souvent congestionnée dans la ville d'Ottawa. Il fut envisagé au début des années 2000 de construire une autoroute de contournement de la ville, mais cette idée semble abandonnée. Le Ministère des transports de l'Ontario (MTO) prévoit prolonger la 417 vers l'ouest au-delà de son extrémité actuelle et ce, en doublant et réalignant l'actuelle Route 17. En août 2006, des travaux ont débuté à la sortie 145 pour modifier l'échangeur dans le cadre de la transformation d'une partie de la Route 7 en autoroute.

## Description du tracé

### À l'est du grand Ottawa

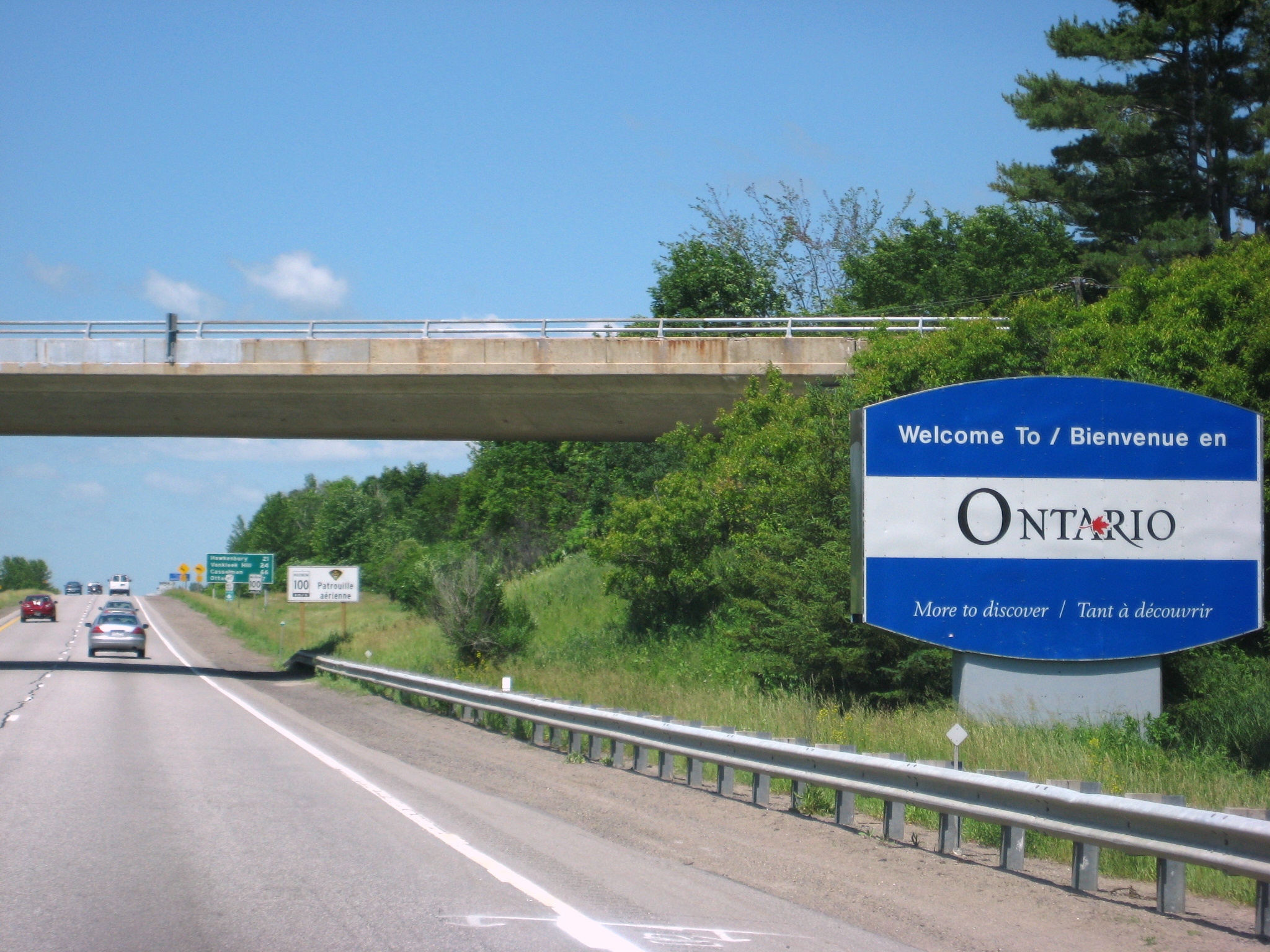
L'extrémité Est de la 417 et Ouest de la 40, vu en direction Ouest, vers Ottawa. La frontière Ontario-Québec est présente en avant-plan.

L'autoroute 417 débute à la frontière entre le Québec et l'Ontario, comme la continuité de l'Autoroute 40 en provenance de Montréal (70 km à l'est pour le centre-ville, 39 km pour l'île) et de Rigaud (10 km à l'est). L'extrémité est de la 417 et de la 40 était unique, puisque c'était le seul point en Amérique du Nord où deux autoroutes différentes, séparées par une frontière ou une autre délimitation, possèdent le kilomètre 0. Depuis 2014, l'autoroute 85 du Québec et l'autoroute 2 du Nouveau-Brunswick ont également le kilomètre 0 à une frontière provinciale. Ceci est dû à l'autoroute 417, alors qu'elle est la seule autoroute au pays et en Amérique du Nord où les numéros de sorties augmentent vers l'ouest. Ce point marque aussi le début de la Route Transcanadienne en Ontario, où elle possède plus de 2 000 km, en empruntant la 417 ainsi que la route 17.
La 417 commence par se diriger sur une orientation ouest-nord-ouest / est-sud-est pour neuf kilomètres, possédant notamment un centre d'information touristique de l'Ontario au kilomètre 2, et un échangeur avec la route 14 du comté de Prescott and Russell, au kilomètre 5. Au kilomètre 8, sa surface passe de l'asphalte au ciment, et ce, jusqu'au kilomètre 45. À la sortie 9, soit avec le chemin de comté 17 ouest (ancienne route provinciale 17, soit l'ancienne route principale reliant Montréal à Ottawa), elle courbe vers le sud-ouest, toujours en traversant le territoire forestier de la section nord-est du comté de Prescott and Russell.
Sur ses quarante prochains kilomètres, elle se dirige toujours vers le sud-ouest en possédant quelques courbes. Le territoire devient de plus en plus agricole, jusqu'au kilomètre 40, où il devient majoritairement agricole. Au kilomètre 15, elle passe au-dessus de la piste cyclable Prescott and Russell, puis les sorties 17, 27 et 35 sont présentes, reliant aux différentes routes du comté, tandis que la sortie 27, qui relie avec la route 34, permet l'accès à Alexandria depuis la 417 ouest, et à Vankleek Hill, Hawkesbury, la province de Québec (via le pont du Long-Sault) et l'aéroport Montréal–Mirabel depuis la 417 est.
Au kilomètre 45, alors qu'elle redevient asphaltée, elle arrive dans le territoire de La Nation, alors qu'elle se dirige vers l'ouest-sud-ouest. La distance entre les sorties 35 et 51, soit 16 kilomètres, constitue la plus longue distance sans sortie pour l'autoroute 417. De plus, c'est au kilomètre 53 qu'elle est la plus éloignée de la rivière des Outaouais. Au kilomètre 58, elle possède un échangeur avec la route 138 en direction de Cornwall et de Monkland. Par la suite, au kilomètre 60, un poste pour l'inspection de camions est présent dans la direction ouest, puis au kilomètre 66, elle passe au sud de Casselman, possédant un échangeur avec la rue principale. Plusieurs restaurants et stations-service sont présents.
Entre les sorties 66 et 79, elle se dirige progressivement vers le nord-ouest en se rapprochant peu à peu de la rivière des Outaouais, et elle traverse la rivière de La Nation. À la sortie 79, avec le chemin de comté 5, qui permet l'accès à Embrun ou Limoges, elle passe tout juste à côté du parc aquatique Calypso. C'est au kilomètre 86 où elle fait son entrée dans la région de la Capitale Nationale, Ottawa.

### Grand Ottawa

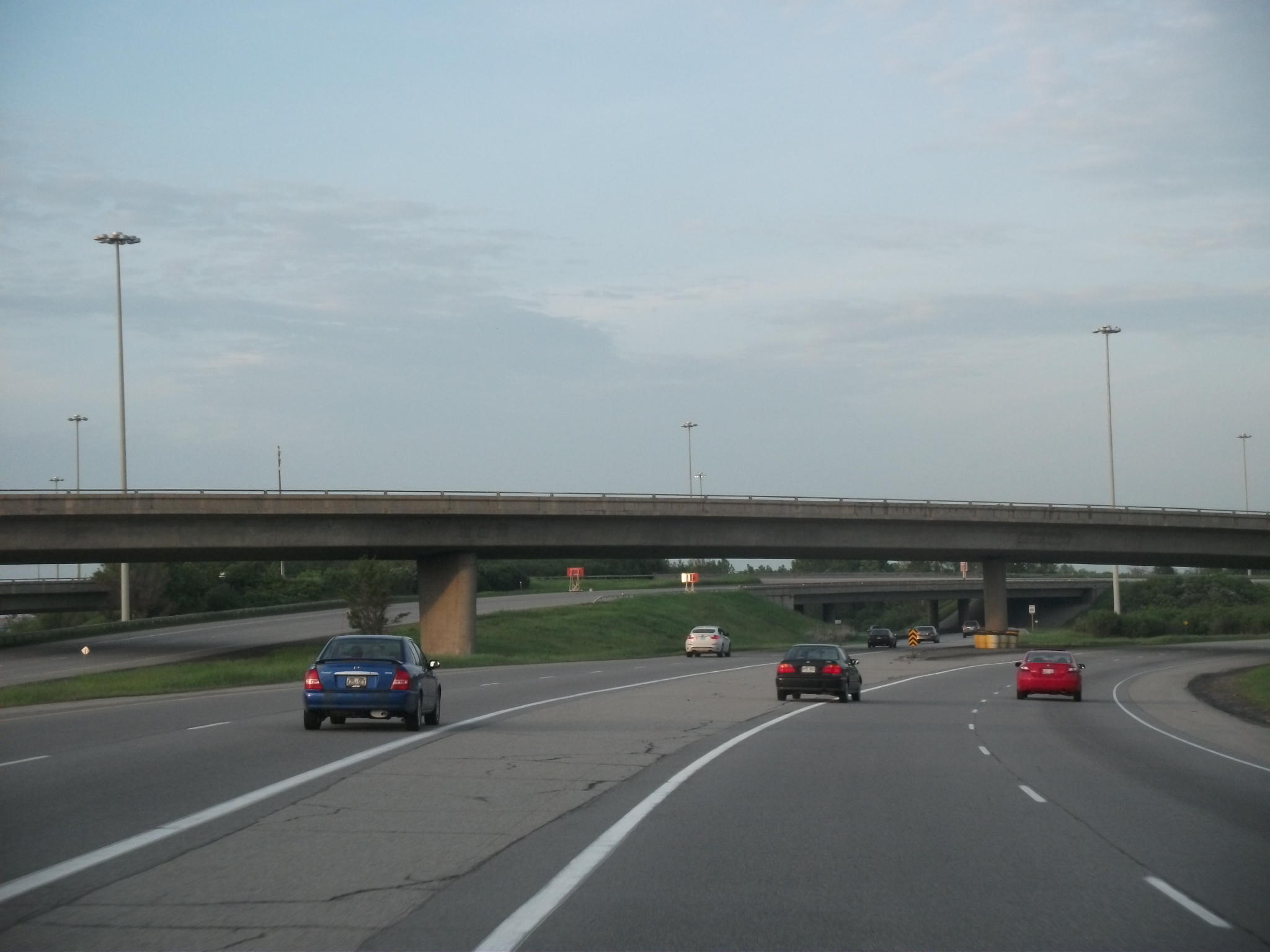
Le « Split », au kilomètre 113, direction Est, où la route 174 d'Ottawa permet l'accès à Cumberland et Rockland (à gauche), ou vers la 417 Est, vers Montréal et Cornwall (à droite).

Au kilomètre 88, alors qu'elle continue de se diriger vers le nord-ouest, Ottawa et la rivière des Outaouais, elle possède un échangeur vers Vars ainsi qu'une partie est de Cumberland. Le territoire étant devenu progressivement plus forestier, elle possède par la suite une ligne droite de plus de 14 km de long, où les sorties 96 et 104 sont présentes. C'est au kilomètre 103 que les bâtiments d'Ottawa commencent à être visibles au loin.
Au kilomètre 106, elle courbe plus vers le nord pour suivre une ligne à haute tension. Au kilomètre 109, elle croise l'échangeur avec le chemin Hunt Club (ouvert en août 2014) permettant l'accès à l'aéroport Ottawa–MacDonald-Cartier puis se dirige vers le nord, en amorçant son approche du centre d'Ottawa et arrive à la sortie 110 (chemin Walkley). Entre les kilomètres 111 et 113, elle possède deux grandes courbes, ainsi que la sortie 112, avec le chemin Innes, qui, maintenant, relie aussi avec le boulevard Saint-Laurent depuis la 417 ouest. C'est au kilomètre 113, où un important échangeur entre la 417, la route 174 d'Ottawa (ancienne route 17; la vieille route entre Montréal et Ottawa), vers Orléans et Rockland, ainsi qu'avec la promenade de l'Aviation, permet à la 417 de courber vers l'ouest-sud-ouest.

Carte de la 417 ainsi que des principales autoroutes et routes de la région d'Ottawa.

La 417 devient, à cet instant, une route à trois voies dans chaque direction. Au kilomètre 115, elle croise le boulevard Saint-Laurent, mais depuis fin 2013, il est impossible de la prendre depuis l'ouest, il faut donc prendre la sortie 112. Deux kilomètres plus loin, la sortie 117 permet l'accès à la promenade Vanier ainsi qu'au stade. Plus loin, la sortie 118, permet l'accès à la rue Nicholas, donc au centre-ville d'Ottawa.
Pour cette sortie, les panneaux routiers indiquent aussi qu'elle mène vers l'autoroute 5 et Gatineau. Il est vrai que depuis la 417 est, le chemin est le meilleur, mais depuis la 417 ouest, il est préférable, pour éviter le centre-ville d'Ottawa, de sortir à la sortie 117, prendre la promenade Vanier jusqu'à Saint-Patrick, tourner à gauche, puis tourner à droite sur King Edward, qui se change en autoroute 5 au Québec très rapidement.
Au kilomètre 119, elle passe au-dessus du Canal Rideau, puis possède un échangeur vers la rue Metcalfe, Bank et O'Connor. Pour ses dix prochains kilomètres, elle traverse l'ouest d'Ottawa, passant au nord de Nepean, et possédant des échangeurs avec l'Avenue Bronson. (meilleur accès à l'aéroport depuis la 417 est), Parkdale Ave., Island Park Dr., Carling Ave., Maitland Ave. et Woodroffe Ave. Au kilomètre 130, elle croise la promenade de la rivière des Outaouais, et la sortie 131, une sortie à gauche, permet l'accès à l'autoroute 416 vers la 401 et vers Kingston et Toronto. La 417 possède toujours trois voies en se dirigeant toujours plus vers l'ouest, traversant Kanata, possédant un échangeur avec la promenade Terry-Fox, notamment (sortie 140). Cinq kilomètres plus loin, au kilomètre 145, elle possède un échangeur autoroutier complet avec la route 7, récemment transformée en autoroute à accès limité de cette intersection jusqu'à Perth, continuant par la suite vers Carleton Place et Peterborough. C'est à cet endroit qu'elle courbe de manière prononcée vers le nord-ouest, et qu'elle quitte le grand Ottawa.

### À l'ouest du Grand Ottawa
Elle continue par la suite de traverser la région agricole de la vallée de la rivière des Outaouais, en la suivant à une quinzaine de kilomètres dans les terres. Les sorties 155, 163, 169 et 180 permettent l'accès aux routes agricoles du comté. C'est au kilomètre 187, soit à l'ouest d'Arnprior, ville qu'elle contourne par le sud, qu'elle prend fin et qu'elle laisse place à la route 17 vers Pembroke, North Bay, et beaucoup plus loin, Thunder Bay.

## Développement futur
Dans l'ouest de la ville de Grand Sudbury, il y a une section de 20 kilomètres de la Route 17 qui possède les standards autoroutiers et pourrait être incorporée dans le futur à l'autoroute 417. Celle-ci aurait des numéros de sorties dans les 600. De plus, il y a une section d'environ 60 kilomètres entre Sault-Sainte-Marie et Desbarats qui porterait des numéros de sortie dans les 900.

## Statistiques
La 417 comprend actuellement 42 échangeurs entre la frontière Ontario-Québec et Arnprior. Contrairement aux autres autoroutes ontariennes, les numéros de sorties débutent à l'est et augmentent vers l'ouest.
Sa section la plus chargée se situe entre les sorties 122 et 121B avec environ 180 000 véhicules par jour (2005). La moins chargée est entre les sorties 9 et 17 avec 12 000 véhicules par jour (2005).

## Sorties de l'est vers l'ouest
Autoroute 417
| Municipalité                                                                    | Sortie | Intersection / Destinations |
| ------------------------------------------------------------------------------- | ------ | --- |
| Frontière Ontario-Québec, la A-417 est continue comme la A-40 est vers Montréal |        | |
| Hawkesbury Est                                                                  | 1      | Route 14 des Comtés unis de Prescott et Russell et Route 342, Pointe-Fortune (également Sortie 1 sur l' Autoroute 40)                                         |
| Hawkesbury Est                                                                  | 5      | Routes 4 et 14 des Comtés unis de Prescott et Russell, Chemin Prescott et Russell, Chute-à-Blondeau, Saint-Eugène                                             |
| Hawkesbury Est                                                                  | 9      | Route 17 des Comtés unis de Prescott et Russell (Ancienne Route 17), Hawkesbury, Rockland (sortie direction ouest seulement ; entrée direction est seulement) |
| Hawkesbury Est                                                                  | 17     | Routes 10 et 12 des Comtés unis de Prescott et Russell, Chemin Barb, Vankleek Hill, Saint-Eugène                                                              |
| Glengarry Nord                                                                  | 27     | Route 34 (vers le nord) et Route 34 des Comtés unis de Prescott et Russell (vers le sud), Alexandria, Vankleek Hill, Hawkesbury                               |
| Glengarry Nord                                                                  | 35     | Route 23A des Comtés unis de Stormont, Dundas and Glengarry, Chemin McCrimmon, Saint-Bernardin, Alexandria                                                    |
| Glengarry Nord                                                                  | 51     | Route 9 et 20 des Comtés unis de Stormont, Dundas and Glengarry, Chemin Highland, Saint-Isidore, Maxville                                                     |
| La Nation                                                                       | 58     | Route 138 / Route 8 des Comtés unis de Prescott et Russell, Monkland, Cornwall, Moose Creek                                                                   |
| La Nation                                                                       | 66     | Route 7 des Comtés unis de Prescott et Russell, Rue Principale, Chemin Saint-Albert, Casselman, Crysler, Saint-Albert                                         |
| La Nation                                                                       | 79     | Route 5 des Comtés unis de Prescott et Russell, Chemin Limoges, Limoges, Embrun, Crysler                                                                      |
| Russell                                                                         | 88     | Route 28 des Comtés unis de Prescott et Russell et Route 33 d'Ottawa, Chemin Rockdale, Vars, Russell, Embrun                                                  |
| Ottawa                                                                          | 96     | Route 41 d'Ottawa, Chemin Boundary, Metcalfe, Marionville, Carlsbad Springs                                                                                   |
| Ottawa                                                                          | 104    | Route 27 d'Ottawa, Chemin Anderson |
| Ottawa                                                                          | 109    | Route 32 d'Ottawa, Chemin Hunt Club, aéroport Ottawa–MacDonald-Cartier                                                                                        |
| Ottawa                                                                          | 110    | Routes 43 et 74 d'Ottawa, Chemin Walkley |
| Ottawa                                                                          | 112    | Route 30 d'Ottawa, Chemin Innes |
| Ottawa                                                                          | 113    | Route 174 d'Ottawa (ancienne Route 17), Orléans, Rockland / Promenade de l'Aviation                                                                           |
| Ottawa                                                                          | 115    | Boulevard Saint-Laurent |
| Ottawa                                                                          | 117    | Chemin Riverside / Promenade Vanier |
| Ottawa                                                                          | 118    | Rue Nicholas / Avenue Mann (ouest) / Avenue Lees (est) / Vers la (Autoroute 5) Gatineau                                                                       |
| Ottawa                                                                          | 119    | Rue Metcalfe |
| Ottawa                                                                          | 120    | Rue Kent (Ouest seulement) |
| Ottawa                                                                          | 121A   | Avenue Bronson |
| Ottawa                                                                          | 121B   | Rue Rochester (Est seulement) |
| Ottawa                                                                          | 122    | Avenue Parkdale |
| Ottawa                                                                          | 123    | Promenade Island Park (Ouest seulement) |
| Ottawa                                                                          | 124    | Avenue Carling / Avenue Kirkwood |
| Ottawa                                                                          | 126    | Avenue Maitland |
| Ottawa                                                                          | 127    | Avenue Woodroffe |
| Ottawa                                                                          | 129    | Chemin Pinecrest / Chemin Greenbank |
| Ottawa                                                                          | 130    | Chemin Richmond / Promenade Bayshore (ouest) / Chemin Holly Acres (est)                                                                                       |
| Ottawa                                                                          | 131    | Autoroute 416 sud, vers Autoroute 401 |
| Ottawa                                                                          | 134    | Route 59 d'Ottawa, Promenade Moodie |
| Ottawa                                                                          | 138    | Route 49 d'Ottawa, Chemin Eagleson / Chemin March, Kanata |
| Ottawa                                                                          | 139    | Avenue Kanata / Chemin Castlefrank (Ouest seulement) |
| Ottawa                                                                          | 140    | Route 61 d'Ottawa, Promenade Terry Fox |
| Ottawa                                                                          | 142    | Route 88 d'Ottawa, Promenade Palladium |
| Ottawa                                                                          | 144    | Route 5 d'Ottawa, Chemin Carp, Carp, Stittsville |
| Ottawa                                                                          | 145    | Route 7, Carleton Place, Toronto |
| Ottawa                                                                          | 155    | Route 49 d'Ottawa, Chemin March, Almonte, Carp |
| Ottawa                                                                          | 163    | Chemin Panmure |
| Ottawa                                                                          | 169    | Route 20 d'Ottawa, Chemin Kinburn Side, Pakenham, Kinburn |
| Ottawa                                                                          | 176*   | Route 22 d'Ottawa, Chemin Galetta Side (futur échangeur) |
| Ottawa - Arnprior                                                               | 180    | Route 29 d'Ottawa, Arnprior, Carleton Place |
| Arnprior                                                                        | 184    | Route 2 du Comté de Renfrew, Chemin White Lake, Rue Daniel, White Lake, Arnprior                                                                              |
| McNab/Braeside                                                                  | 187    | Promenade Campbell |
| Continue sur la Route 17                                                        |        | |

### Sorties proposées
| Municipalité                 | Sortie | Intersection                                                                                     |
| ---------------------------- | ------ | ------------------------------------------------------------------------------------------------ |
| McNab/Braeside               | 195    | Route 54 du Comté de Renfrew, Promenade McLean / Route 508 du Comté de Renfrew, Chemin Calabogie |
| Horton                       | 205    | Route 6 du Comté de Renfrew, Chemin Lochwinnoch                                                  |
| Horton                       | 207    | Route 60 / Chemin O'Brien                                                                        |
| Horton                       | 209    | Route 20 du Comté de Renfrew, Chemin Castleford / Rue Bruce                                      |
| Horton                       | 214    | Route 4 du Comté de Renfrew, Chemin Storyland / Chemin Pinnacle                                  |
| Whitewater Region            | 221    | Route 653 du Comté de Renfrew, Chemin Chenaux / Route 61 du Comté de Renfrew, Chemin Haley       |
| Whitewater Region            | 231    | Route 7 du Comté de Renfrew, Chemin Foresters Falls                                              |
| Whitewater Region            | 248    | Route 40 du Comté de Renfrew, Ancienne route 17                                                  |
| Laurentian Valley            | 253    | Route 24 du Comté de Renfrew, Chemin White Water                                                 |
| Laurentian Valley            | 259    | Route 41, Promenade Paul Martin                                                                  |
| Laurentian Valley            | 264    | Route 58 du Comté de Renfrew, Chemin Round Lake                                                  |
| Laurentian Valley            | 268    | Route 42 du Comté de Renfrew, Chemin Forest Lea                                                  |
| Laurentian Valley - Petawawa | 271    | Route 26 du Comté de Renfrew, Chemin Doran                                                       |
| Petawawa                     | 278    | Route 37 du Comté de Renfrew, Chemin Murphy                                                      |
| Petawawa                     | 280    | Route 55 du Comté de Renfrew, Chemin Paquette                                                    |

- Au-delà de Petawawa, aucune autoroute n'est actuellement planifiée.